# Илюшкин, Николай Яковлевич
Николай Яковлевич Илюшкин (14 ноября 1908, дер. Глинское, Новгородская губерния — 4 марта 1980, дер. Плосково, Вологодская область). Полный кавалер Ордена Славы. Во время Великой Отечественной войны был наводчиком орудия 853-го артиллерийского полка 263-й стрелковой дивизии. Участвовал в боях с захватчиками на Карельском, Юго-Западном, 4-м Украинском, 1-м Прибалтийском, 3-м Белорусском и 2-м Белорусском фронтах. Член ВКП(б) с 1944 года.

## Биография
Родился 14 ноября 1908 года в деревне Глинское, Уломский р-н (ныне — Череповецкого района Вологодской области) в крестьянской семье. В 1916—1918 годах учился в местной церковно-приходской школе. В 1919 году семья переехала в деревню Лоша того же уезда. До 1931 года юноша работал в сельском хозяйстве, в совхозе. В 1931—1933 и в 1939—1940 годах служил в Красной армии, участвовал в войне с Финляндией.
В июле 1941 года был вновь призван в армию Уломским райвоенкоматом. Стал наводчиком артиллерийского орудия 853-го артиллерийского полка 263-й стрелковой дивизии. Свою первую боевую награду, орден Красной Звезды, получил за форсирование Сиваша (в Крыму).
16 августа 1944 года у населённого пункта Папиле (42 км северо-западнее г. Шяуляй, Литва), ефрейтор Илюшкин, отражая контратаку противника с открытой позиции, метким огнём сжёг танк «Тигр» и подбил ещё один, поразил до 30 вражеских солдат. Приказом по войскам 54-го стрелкового корпуса от 26 сентября 1944 года ефрейтор Илюшкин Николай Яковлевич награждён орденом Славы 3-й степени (№ 232774 от 26.09.1944 г.).
В бою 12 октября 1944 года под деревней Ягштенен (7 км юж. Швекшна, Литва) ефрейтор Илюшкин из своего орудия уничтожил бронетранспортёр, 3 пулемёта и около 10 противников. Приказом от 1 декабря 1944 года ефрейтор Илюшкин Николай Яковлевич награждён орденом Славы 2-й степени (№ 10962 от 01.12.1944 г.).
20 января 1945 года в боях за город Тильзит (Вост. Пруссия, ныне г. Советск Калининград. обл.) младший сержант Илюшкин со своим расчётом выкатил орудие на прямую наводку и метким огнём вывел из строя 2 пушки, пулемёт и около 20 противников. Указом Президиума Верховного Совета СССР от 24 марта 1945 года за исключительное мужество, отвагу и бесстрашие в боях с вражескими захватчиками младший сержант Илюшкин Николай Яковлевич награждён орденом Славы 1-й степени (№ 156 от 24.03.1945 г.). Стал полным кавалером ордена Славы.
В 1945 году старшина Н. Я. Илюшкин был демобилизован. Вернулся на родину, жил в деревне Плосково Череповецкого района Вологодской области. Женился на Илюшкиной (Иванушковой) Пелагее Васильевне. Работал плотником в колхозе «Родина»; вышел на пенсию в 1975 году.
Умер 4 марта 1980 года, похоронен на кладбище в деревне Плосково (Ягницкое сельское поселение).
Награждён орденами Отечественной войны 2-й степени (08.09.1944 г.), Красной Звезды (15.11.1943 г.), Славы 3-х степеней, медалями.
Боевые награды хранятся в историко-краеведческом музее г. Череповца Вологодской области.
В честь Илюшкина Николая Яковлевича открыты две мемориальные доски (решение облисполкома 254 от 27.05.1985 г. и решение облисполкома 392 от 12.08.1985 г. — КАУ ВО «Государственный архив Вологодской области»"), в домах где он жил: в поселке Тоншалово и в деревне Плосково Череповецкого района, Вологодской области.

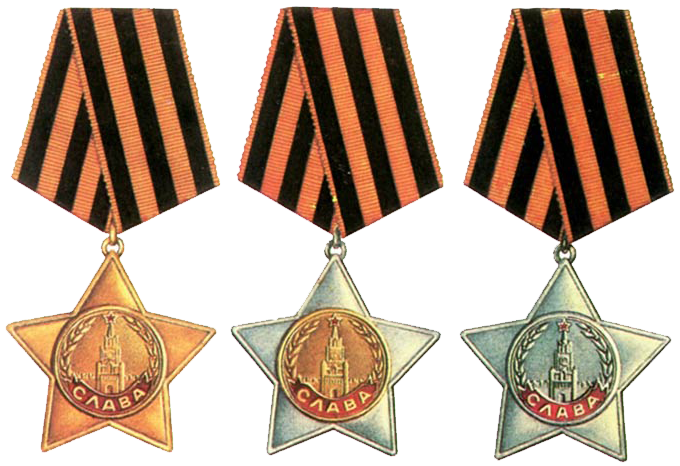
Полный кавалер Ордена Славы